# Giro del Belvedere 2012
Il Giro del Belvedere 2012, settantaquattresima edizione della corsa e valida come evento dell'UCI Europe Tour 2012 categoria 1.2U, si svolse il 9 aprile 2012 su un percorso di 154 km. Fu vinto dall'italiano Daniele Dall'Oste che terminò la gara in 3h37'10", alla media di 42,54 km/h.
All'arrivo 63 ciclisti portarono a termine la gara.

## Squadre e corridori partecipanti
| N.     | Cod. | Squadra                        |
| ------ | ---- | ------------------------------ |
| 1-6    |      | Zalf-Euromobil-Désirée-Fior    |
| 7-12   |      | Team Hopplà-Wega-Truck Italia  |
| 13-18  |      | Itera-Katusha U23              |
| 19-24  |      | A.V.C. Aix-en-Provence         |
| 25-30  |      | Team Colpack                   |
| 31-36  |      | Trevigiani-Dynamon-Bottoli     |
| 37-42  |      | Chambéry Cyclisme Formation    |
| 43-48  | BLS  | Bontrager-Livestrong           |
| 49-54  |      | Palazzago-Elledent-Rad Logist. |
| 55-60  |      | Futura Team Matricardi         |
| 61-66  | ADR  | Adria Mobil                    |
| 67-72  |      | Gaiaplast-Cardin-Bibanese      |
| 79-84  |      | A.S.D. Ciclisti Padovani       |
| 85-90  | FWB  | Idemasport-Biowanze            |
| 91-96  |      | Ciclismo 2000                  |
| 97-102 |      | Cycling Team Friuli            |

| N.      | Cod. | Squadra                      |
| ------- | ---- | ---------------------------- |
| 103-108 |      | MG.K Vis-Norda-Pacific       |
| 109-114 | WSA  | WSA-Viperbike Kärnten        |
| 115-120 |      | Cyber Team                   |
| 121-126 |      | Marchiol-Emisfero-Site       |
| 127-132 |      | Maca Loca-Scott              |
| 133-138 | RAD  | RC Arbö-Wels-Gourmetfein     |
| 139-144 |      | Team Brogio                  |
| 145-150 |      | Delio Gallina-Colosio-S.Inox |
| 151-156 |      | Coppi Gazzera-Generali       |
| 157-162 | DUK  | Dukla Trenčín Trek           |
| 163-168 | TIR  | Tirol Cycling Team           |
| 169-174 |      | Termopiave-2P Cassolato      |
| 175-180 |      | Team Brilla                  |
| 181-186 | MKT  | Meridiana-Kamen Team         |
| 187-192 | RAR  | Radenska                     |
| 193-198 |      | Brunero-Camel-Ped. in Langa  |

## Ordine d'arrivo (Top 10)
| Pos. | Corridore         | Squadra     | Tempo    |
| ---- | ----------------- | ----------- | -------- |
| 1    | Daniele Dall'Oste | Trevigiani  | 3h37'10" |
| 2    | Enrico Barbin     | Trevigiani  | a 15"    |
| 3    | Stanislaŭ Bažkoŭ  | Palazzago   | s.t.     |
| 4    | Andrea Fedi       | Hopplà-Wega | s.t.     |
| 5    | Alex Turrin       | Team Brilla | s.t.     |
| 6    | Loïc Vliegen      | Idemasport  | s.t.     |
| 7    | Rudy Lorenzon     | Marchiol    | s.t.     |
| 8    | Cristian Raileanu | Gaiaplast   | s.t.     |
| 9    | Alessio Taliani   | Futura Team | s.t.     |
| 10   | Simone Andreetta  | Zalf-Eurom. | s.t.     |